# Paula Carlsen
Pauline Ottilie Christine Carlsen, verheiratete Bielefeld, genannt Paula (2. Juli 1838 in Warmbrunn, Landkreis Hirschberg, Provinz Schlesien – 17. März 1900 in Berlin) war eine deutsche Kinderdarstellerin und Theaterschauspielerin.

## Leben
Carlsen Eltern waren lange Mitglieder der Fallerschen Gesellschaft. Für die Bühne erzogen, spielte sie schon als Kind. Herangewachsen nahm sie Engagement in Elberfeld, Düsseldorf, Köln und an anderen größeren Provinzbühnen, kam jedoch bald nach Berlin, wo sie fortab fast ausschließlich wirkte.
Zuerst eine der reizendsten Vertreterinnen im Fache der jugendlich munteren Liebhaberinnen („Leonore“ in Dornen und Lorbeer, „Sylvia“ in Nord und Süd, „Adelaide“ in Beethoven, „Frau von Chatenay“ in Delikater Auftrag) ging sie hierauf ins Fach der humoristischen Alten und Anstandsdamen über.
Sie machte die Glanzperiode des Wallner-Theaters mit, zu dessen hervorragenden Stützen sie (1869–1886) zählte und wird der Abschnitt ihrer Tätigkeit als Darstellerin feinhumoristischer älterer Partien als die eigentliche Blütezeit ihrer schauspielerischen Wirksamkeit bezeichnet.
Dann kam sie ans Deutsche Theater, hierauf ans Neue Theater in Berlin und wo diese liebenswürdige und sympathische Schauspielerin erschien, überall haftete der Erfolg an ihren Leistungen, stets gaben alle ihre Darbietungen beredetes Zeugnis von ihrer intelligenten Auffassung und dem Bestreben sich jeder übernommenen Aufgabe unterzuordnen. Sorgfältig führte sie auch die kleinste Rolle durch, jede brachte sie zu wirkungsvollster Geltung.
Carlsen, die auf ihrem Gebiete als eine bedeutende Künstlerin bezeichnet wurde, ragte sowohl in der Klassik wie im modernen Stück hervor, wovon ihre Hauptrollen, von welchen „Amme“ in Romeo und Julia, „Martha“ in Faust sowie „Lona Hessel“ in Stützen der Gesellschaft genannt sein mögen, beredetes Zeugnis abzugeben.
Die Künstlerin, die bis zu ihrem Tode schauspielerisch tätig war, starb am 17. März 1900 in Berlin.
Die Schauspielerin Margarethe Carlsen war ihre Nichte.